# Estratificación de lagos

Los lagos se estratifican en tres secciones separadas:
Ⅰ. El epilimnion
Ⅱ. El metalimnion
Ⅲ. El hipolimnion
Las escalas se utilizan para asociar cada sección de la estratificación a sus profundidades y temperaturas correspondientes. La flecha se usa para mostrar el movimiento del viento sobre la superficie del agua, lo que inicia la rotación en el epilimnion y el hipolimnion.

La estratificación de lagos se refiere a la tendencia que tienen los lagos a formar capas de distinta densidad según variaciones de temperatura, principalmente. Es un fenómeno de estratificación del agua. Los líquidos tienden a ordenarse en capas según su densidad, la que a su vez está relacionada con las variaciones térmicas, químicas, o ambas.

## Tipos de estratificación
Existen dos tipos de gradientes que causan la estratificación: los físicos, producidos por la temperatura; y los químicos (o físico-químicos), producidos por la concentración de compuestos disueltos o en suspensión en las distintas capas. Tanto la temperatura como los distintos solutos tienen un efecto en la densidad del agua, que es lo que provoca la estratificación.
La formación de un gradiente térmico como origen de la variación en densidad es el caso más frecuente de la estratificación. Es debida generalmente al calentamiento diferencial de las capas superficiales con respecto a las zonas profundas. 
El régimen de mezcla (dimíctico, meromíctico, polimíctico, etc) describe los patrones anuales de estratificación.

### Lagos holomícticos
Los lagos holomícticos son lagos cuya columna de agua se mezcla completamente por lo menos una vez al año. Esta categoría se puede subdividir en: lagos dimícticos, lagos polimícticos, y lagos monomícticos. 

#### Lagos dimícticos
En la mayoría de los lagos ubicados en latitudes medias (zonas templadas), las capas superficiales durante el verano están mucho más calientes que las capas profundas que no reciben la interacción directa con la radiación solar y vientos, formándose la estratificación. En estas mismas latitudes, durante el invierno también existe un tipo de estratificación. En invierno se hielan las capas superficiales que normalmente están alrededor de los 0 (cero) °C, mientras que las profundas están más calientes, pues el hielo aísla al resto del cuerpo de agua. Es importante recordar que el agua alcanza un punto de mayor densidad a los 4 °C, es decir alcanza su máximo "peso" a esta temperatura, que suele ser la temperatura del agua en las zonas profundas de los lagos estratificados en latitudes templadas durante el invierno.
En estos tipos de lagos, denominados "dimícticos", existen dos períodos de mezcla: en primavera y en otoño. Durante la primavera, las ahora prolongadas horas de sol y aumento en la temperatura empiezan a calentar las capas superficiales. En caso de un lago con cobertura de hielo, este se derrite; de lo contrario sólo aumenta la temperatura. Cuando este aumento de temperatura hace que las capas superficiales alcancen los 4 °C, toda la columna de agua tiene esta temperatura por lo que la acción del viento y estos cambios en densidad hacen posible que toda el agua del lago se mezcle. Conforme va aumentando la temperatura atmosférica las capas superficiales continúan calentándose, pero debido al calor específico del agua, las capas inferiores no se calientan a la misma tasa e inicia la estratificación de verano.
La mezcla en otoño ocurre por el aumento de la densidad en las capas superficiales conforme la temperatura atmosférica se va enfriando, ya que a menor temperatura, mayor densidad. Este aumento de la densidad hace que esta agua superficial ahora sea más pesada, se hunda y mezcla de nuevo todo el lago.
En todo lago estratificado térmicamente se distinguen tres zonas:
- Epilimnion: La zona superior de temperatura más elevada.
- Metalimnion: La zona intermedia de transición entre la zona superior más caliente y la inferior más fría. Normalmente aquí es en donde se encuentra la termoclina.
- Hipolimnion: La zona profunda de temperatura más fría, próxima a los 4 °C.

La presencia de un gradiente químico suele ser debida a la concentración de algún tipo de compuestos químicos en las zonas profundas, de forma que son más densas que un bloque de hielo.
En los lagos estratificados por gradiente químico se distinguen dos zonas:
- Mixolimnion: La zona superior que se mezcla.
- Monimolimnion: La zona profunda de mayor densidad que no se mezcla.

#### Lagos polimícticos
En lagos poco profundos la fuerza del viento y cambios leves en temperatura provocan que este tipo de lagos se mezclen regularmente durante todo el año. Estos lagos no se estratifican en epilimnion, metalimnion e hypolimnion, y por la frecuencia de mezcla se les llama polimícticos. 

#### Lagos monomícticos
Los lagos monomícticos tienen un único período de mezcla al año. Se pueden subdividir en monomícticos fríos y monomícticos cálidos. Aunque no hay suficientes estudios en lagos tropicales aún, varios lagos tropicales profundos (más de 50 metros de profundidad) han mostrado un comportamiento monomíctico.
Los lagos monomícticos cálidos permanecen estratificados por la mayor parte del año. La gran diferencia de densidad entre el epilimnion y el hypolimnion previene que se mezcle. Durante las épocas frías, el cambio de densidad por temperatura provoca la mezcla. Los lagos monomícticos fríos son lagos que suelen estar cubiertos por hielo gran parte del año, y durante su corto "verano" se mezclan. Estos son típicos en el ártico. 

### Lagos meromícticos
Los lagos meromícticos pueden permanecer sin mezclarse por años, décadas o siglos. En estos lagos la capa más profunda se suele denominar monimolimnion, generalmente son hipóxicas y con mayor salinidad. La capa superficial se demonima mixolimnion, y es la parte que se puede comportar como un lago holomíctico. Entre ellas podemos encontrar la quimioclina. 

## En embalses
En embalses, la estratificación muchas veces es el resultado del balance de calor entre el agua almacenada y las contribuciones externas. Las contribuciones externas incluyen radiación solar y atmosférica, cambio conductivo de calor entre la atmósfera y el agua, y flujo líquido de calor de los tributarios y canales laterales. 
Otras funciones de fuerza que influyen directamente sobre la naturaleza de la estratificación térmica son el viento y las precipitaciones. La literatura demuestra de manera cabal que, en las regiones tropicales, estos dos factores — viento y precipitación — son reguladores efectivos del fenómeno de la estratificación.
Los procesos físicos en embalses son los mismos que ocurren en lagos, desde el punto de vista térmico. Sin embargo, en represas, casi siempre sometidas a un flujo unidireccional y a variaciones en este flujo, pueden ocurrir procesos adicionales. Uno de estos procesos es la estratificación hidráulica, ocasionada por la altura de la salida de agua en diferentes profundidades.
Normalmente las aguas pueden fluir de un embalse retiradas de tres profundidades:
- de la superficie, fluyendo sobre la cresta del embalse. Son las aguas que salen del embalse a través del vertedero de seguridad, ya sea libre o controlado por compuertas. Estas salidas se dan en las estaciones húmedas;
- del fondo, por descargas de fondo. La salida de agua por la descarga de fondo en la mayoría de las represas destinadas a la generación de energía eléctrica, no son muy frecuentes, pudiendo pasarse años sin que estos órganos de descarga operen. La situación puede ser diferente en el caso de represas destinadas al abastecimiento de agua para usos potables o para riego; y,
- por el medio a través de la toma de agua hacia las turbinas u otros usos.

Esto produce una estratificación térmica y de densidad muy acentuada, semejante al proceso natural.
En este caso, ocurre también la acumulación de substancias reductoras y la desoxigenación del hipolimnio. El aumento de H2S y la anoxia, o carencia de oxígeno disuelto, son dos consecuencias
importantes de la estratificación hidráulica.